# Antonio Primavesi
Antonio Primavesi (* 20. Februar 1857 in Maastricht; † 23. November 1915 in Balerna, heimatberechtigt in Lugano) war ein Schweizer Rechtsanwalt, Notar, Richter am Appellationsgericht, Politiker, Tessiner Grossrat und Staatsrat.

## Biografie
Antonio Primavesi war Sohn des Domenico, aus Pognana Lario, Besitzers einer Zuckerbäckerei in Maastricht, und seiner Frau Carolina geborene Chiesa von Sagno. Er heiratete 1881 Enrica Piotti. Im Jahr 1860 zog er mit seinen Eltern nach Balerna. Er besuchte das Liceo Gallio in Como und das Gymnasium in Lugano. Im Jahr 1878 schloss er sein Studium der Rechtswissenschaften an der Universität Löwen ab. Nachdem er in der Anwaltskanzlei von Gioachimo Respini gearbeitet hatte, wurde er 1881 Redaktionssekretär des Tessiner Grossrats.
Als Politiker war er ein führender Vertreter der Konservativen Partei, von 1884 bis 1885 war er Staatsrat (Departement des Innern); er schied aus der Exekutive aus, um dem Grossen Rat beizutreten von 1885 bis 1888, (Präsident 1885). Schliesslich war er Untersuchungsrichter von 1888 bis 1895 und Appellationsrichter von 1895 bis 1915.